# Emitaï
Pour plus de détails, voir Fiche technique et Distribution.
Emitaï est un film franco-sénégalais écrit et réalisé par Ousmane Sembène, sorti en 1971, qui s’inspire du massacre d'Effok.

## Synopsis
En 1942 en Casamance, dans le Sud du Sénégal, l'administration pétainiste cède le pouvoir aux hommes du Général de Gaulle. L'armée décide de réquisitionner des vivres dans le petit village de Efock. Les villageois refusent de donner le riz, leur unique moyen de subsistance. Les femmes décident de le cacher. La plupart des hommes sont partis combattre en France, les anciens espèrent l'intervention du dieu du Tonnerre, Emitaï. La répression et le massacre des innocents commencent.
Ce film est un réquisitoire contre le colonialisme, il est inspiré d'un récit authentique. Ousmane Sembène, dans ce film, comme dans le reste de son œuvre, se montre politiquement engagé et résolument féministe.

## Fiche technique
- Titre : Emitaï
- Réalisation : Ousmane Sembène
- Scénario : Ousmane Sembène
- Photographie : Michel Remaudeau
- Son : El Hadj Mbow
- Montage : Gilbert Kikoine
- Production : les Films Doomireew
- Pays d'origine :  Sénégal /  France
- Langue : Diola et français
- Format : couleur - Mono - 35 mm
- Durée : 103 minutes
- Date de sortie : 1971

## Distribution
- Robert Fontaine : Commandant
- Michel Remaudeau : Lieutenant
- Abou Camara
- Pierre Blanchard : Colonel